# Curtil-sous-Burnand
Curtil-sous-Burnand é uma comuna francesa na região administrativa de Borgonha-Franco-Condado, no departamento Saône-et-Loire. Estende-se por uma área de 8,13 km². Em 2010 a comuna tinha 134 habitantes (densidade: 16,5 hab./km²).